# Olej napędowy

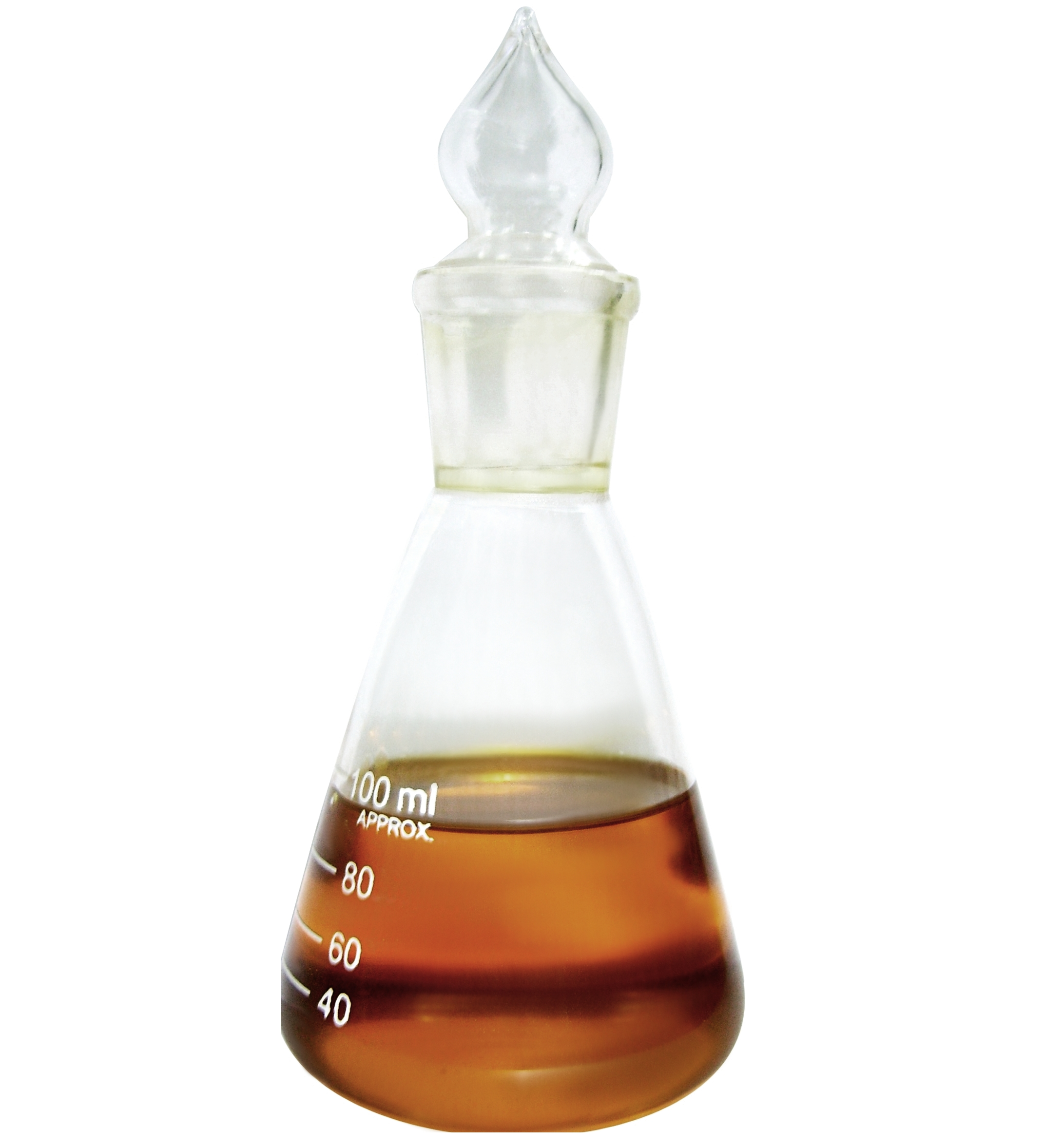
Biodiesel

Olej napędowy (pot. ropa) – paliwo przeznaczone do silników wysokoprężnych z zapłonem samoczynnym (oznaczenie kodowe CN 2710 19 41).
Olej napędowy jest mieszaniną węglowodorów parafinowych, naftenowych i aromatycznych, wydzielonych z ropy naftowej w procesach destylacyjnych. Destylaty oleju napędowego mają temperatury wrzenia znacznie wyższe (180-350 °C) niż destylaty, z których produkuje się benzynę. Z uwagi na dużą zawartość siarki w tych destylatach, konieczne jest jej usuwanie poprzez obróbkę wodorową w procesach katalitycznych (hydrorafinacja). 
Oleje napędowe to również produkty otrzymywane z frakcji pozostałych po destylacji, ale w tym wypadku konieczne są katalityczne procesy rozkładowe (kraking katalityczny, hydrokraking). Skład i wzajemne proporcje węglowodorów zawartych w olejach napędowych są różne w zależności od charakteru przerabianej ropy oraz od procesów technologicznych zastosowanych przy ich produkcji.
Ze względu na sposób zapłonu mieszanki olejowo-powietrznej w silnikach, który ma charakter nie iskrowy, lecz temperaturowy (samozapłon), nie występuje problem niekontrolowanego spalania paliwa (tzw. stukania, spalania stukowego). Stąd ustalanie liczby oktanowej dla olejów nie ma sensu. Kluczowym parametrem dla tych paliw jest natomiast zdolność do szybkiego samozapłonu pod wpływem wysokiej temperatury, której miarą jest liczba cetanowa.
Na stacjach benzynowych oznaczany typem silnika Diesel, skrótem ON (Olej Napędowy) oraz zharmonizowaną etykietą paliwową.

## Najważniejsze komponenty oleju napędowego
- nafta, lekki olej napędowy (LON)
- średni olej napędowy (SON)
- ciężki olej napędowy (CON)
- hydrorafinowany olej napędowy (HON)
- olej napędowy z hydrokrakingu (HCON)
- olej napędowy z krakingu katalitycznego (LCO)
- dodatki poprawiające własności zimowe, dodatki uszlachetniające

## Właściwości
Typowe właściwości olejów napędowych:
- gęstość: 0,82–0,845 kg/dm3[5]
- wartość opałowa: 43 MJ/kg[6]
- stała stechiometryczna paliwa: 14,5 kg powietrza/kg paliwa
- liczba cetanowa: 51–85
- temperatura zapłonu: powyżej 55 °C
- zawartość wody: maksymalnie 200 mg/kg
- zawartość siarki: maksymalnie 10 mg/kg
- zawartość zanieczyszczeń: maksymalnie 24 mg/kg